# Ed Lacy
Pour les articles homonymes, voir Lacy.
Ed Lacy est un des pseudonymes de Leonard « Len » S. Zinberg, né le 25 août 1911 à New York et mort le 7 janvier 1968 dans Harlem, écrivain américain de roman policier. Il utilise à quelques reprises les autres pseudonymes : Steve April, Mark Haggstrom et Russell Turner.

## Biographie
Ed Lacy écrit tout d’abord des nouvelles dans des magazines ou des pulps comme Esquire, Collier’s, The New Yorker ou Ellery Queen's Mystery Magazine.
Il est membre de la Ligue des écrivains américains fondée après la Première Guerre mondiale par Ernest Hemingway, John Dos Passos et John Reed. À ce titre, il soutient comme Dashiell Hammett, le comité « Laissez l’Amérique hors de la guerre » en janvier 1940.
Sous son nom ; il publie son premier roman en 1940, Walk Hard-Talk lound. À partir de 1951, il utilise le pseudonyme d’Ed Lacy pour signer The Woman Aroused, pseudonyme qu’il utilise à vingt-huit reprises.
C’est un des premiers auteurs de romans policiers à mettre en scène des héros noirs comme le détective privé Toussaint Moore dans Room to Swing ou le policier Lee Hayes dans Harlem Underground. Il aborde également la question des indiens dans Shakedown for Murder. Outre ses convictions antiracistes, il fait part dans ses romans de ses autres convictions progressistes et pacifistes avec  Sin in Their Blood qui se déroule sur fond de chasse aux communistes au début du maccarthysme et The Napalm Bugle publié pendant la guerre du Viêt Nam. Ses romans sont souvent situés dans les milieux sportifs et ses héros sont des athlètes, Go for the Body, un détective expert en judo, Strip for Violence ou encore haltérophile, The Best That Ever Did It. Room to Swing a reçu le prix Edgar-Allan-Poe du meilleur roman en 1958. Il  écrit 4 histoires pour des séries télévisées policières.
Il meurt d’une crise cardiaque en 1968.

## Œuvre
Certains romans ayant été édités en Grande-Bretagne avec un titre différent, les titres ci-dessous sont ceux de l'édition originale américaine
- Walk Hard-Talk Lound (1940) signé Leonard S. Zinberg
- What D’Ya Know for Sure (1947) signé Leonard S. Zinberg
- Hold With the Hares (1948) signé Leonard S. Zinberg
- The Woman Aroused (1951)
- Sin in Their Blood (1952) Chasse aux sorcières, Paris, Gallimard, coll. « Série noire » no 174, 1953
- Strip for Violence (1953) À bras raccourcis, Paris, Gallimard, coll. « Série noire » no 268, 1955
- Enter Without Desire (1954) Meurtre à domicile, Paris, Presses de la Cité, coll. « Un Mystère » no 256, 1956
- Go for the Body (1954) L'Après-midi d’un fauve, Paris, Presses de la Cité, coll. « Un mystère » no 204, 1955
- Route 13 (1954), signé Steve April
- The Best That Ever Did It (1955) Ça c’est du billard, Paris, Presses de la Cité, coll. « Un mystère » no 235, 1955
- The Men from the Boys (1956) Enquête privée, Paris, Presses de la Cité, coll. « Un mystère » no 280, 1956
- Lead with Your Left (1957) Anguille sous roche, Paris, Presses de la Cité, coll. « Un mystère » no 293, 1956
- Room to Swing (1957) À corps et à crimes, Paris, Presses de la Cité, coll. « Un mystère » no 325, 1957 Traquenoir, nouvelle traduction par Roger Martin, Paris, Éditions du Canoë, 2022 ; réédition, Paris, 10/18 no 5862, 2023  (ISBN 978-2-264-08159-9)
- The Short Night (1957) signé Russell Turner
- Breathe No More, My Lady (1958)
- Shakedown for Murder (1958)
- Be Careful How You Live (1959) Quatre pas dans la nuit, Paris, Presses de la Cité, coll. « Un mystère » no 431, 1958
- Blonde Bait (1959) Une blonde dans le Pacifique, Paris, Presses Internationales, coll. « Amour et Violence »no 2, 1963
- The Big Fix (1960) Du punch dans l’air, Paris, Gallimard, coll. « Série noire » no 582, 1960
- A Deadly Affair (1960)
- Bugged for Murder (1961)
- The Freeloaders (1961) Ça craint le soleil, Paris, Plon, coll. « Nuits blanches », no 26, 1963 ; réédition, Paris, Presses de la Cité, coll. « Punch », no 49, 1977
- South Pacific Affair (1961)
- The Sex Castle (1963)
- Two Hot to Handle (contient 2 nouvelles : The Coin of Adventure and Murder in Paradise) (1963)
- Moment of Untruth (1964) La Mort du toréro, Éditions du Canoë, 2024
- Harlem Underground (1965)
- Pity the Honest (1965)
- The Hotel Dwellers (1966)
- Double Trouble (1967)
- In Black & Whitey (1967) Blanc et noir, Paris, Gallimard, coll. « Série noire » no 1225, 1968
- The Napalm Bugle (1968) Pétards mouillés, Paris, Gallimard, coll. « Série noire » no 1288, 1969
- The Big Bust (1969)

### Nouvelles traduites en français
Par ordre alphabétique

#### Signées Ed Lacy
- Amen !, (Amen!), Alfred Hitchcock magazine no 73, mai 1967
- Ce cher Arthur, (Who Will Miss Arthur ?), Alfred Hitchcock magazine no 88, août 1968
- Condamnation à vie, (Life Sentence), Alfred Hitchcock magazine no 22, février 1963
- Feu rouge, (Red Light), Alfred Hitchcock magazine no 53, septembre 1965
- Gadgets, (Heir to Murder, 1967), Alfred Hitchcock magazine no 78, octobre 1967
  - rééditée avec le titre L'Héritage périlleux, Histoires à vous mettre K.O., Paris, Pocket no 2364, 1986
- Jour de chance, (Sic Transit...), Le Saint détective magazine no 134, avril 1966
- L'Eunuque, (The Eunuch), Le Saint détective magazine no 142, décembre 1966
- La Balle au bond, (Lucky Catch, 1962), Histoires pour tuer le temps, Paris, LGF, coll. « Le Livre de poche » no 6721, 1990
- La Jeune Fille avare, (Finders-Killers, 1957), Alfred Hitchcock magazine no 59, mars 1966
  - rééditée avec le titre La Mauvaise aubaine, Histoires qui virent au noir, Paris, Pocket no 4297, 1987
- Le Chant du cygne, (Surtain Speech, 1962), Alfred Hitchcock magazine no 37, mai 1964
  - rééditée avec le titre Bout de décès, Histoires noires pour nuits blanches, Paris, Pocket no 2363, 1986
- Le Coup de la crème glacée, (The Frozen Custard Caper), Mystère magazine no 185, juin 1963
- Le Crime ne paie pas... assez, (Crime Doesn't Pay Enough, 1960), Alfred Hitchcock magazine no 32, décembre 1963
- Le Dénominateur commun, (Death : the Black-Eyed Denominator, 1963), Alfred Hitchcock magazine no 40, août 1964
- Le Diable dans le bénitier, (The Devil You Know), Le Saint détective magazine no 119, janvier 1965
- Le Meilleur film de Mr Burton, (Say "Cheese"), Alfred Hitchcock magazine no 98, juillet 1969
- Le Poids de l'oseille, (How Heavy Is Green ?), Alfred Hitchcock magazine no 34, février 1964
- Le Shériff mène l'enquête, (The Square Root of Death), Le Saint détective magazine no 88, juin 1962
- Les Diamants de l'espace, Alfred Hitchcock magazine no 100, septembre 1969
- Les Spécialistes, (The Specialists), Alfred Hitchcock magazine no 128, janvier 1972
- Retour au bercail, (Home Free), Alfred Hitchcock magazine no 14, juin 1962
  - rééditée avec le titre Bouillabaisse à l'américaine, Histoires médusantes, Paris, LGF, coll. « Le Livre de poche » no 6632, 1989
- Sacré Veinard !, (You Can't Win'em (at) All), Alfred Hitchcock magazine no 105, février 1970
- Tout doux !, (Store Cop, 1967), Alfred Hitchcock magazine no 77, septembre 1967
  - rééditée avec le titre Faut pacifier !, Histoires à faire pâlir la nuit, Paris, Pocket no 2362, 1985
- Trompes de Justice, (Horn of Justice, 1965), Alfred Hitchcock magazine no 63, juillet 1966
  - rééditée avec le titre Jéricho, Histoires renversantes, Paris, Pocket no 2360, 1985
- Un héroïque citoyen, (I Did It for... Me), Le Saint détective magazine no 93, novembre 1962
- Un seul fait le poids, (The Real Sugar), Mystère magazine no 195, mai 1964
- Un shérif pas comme les autres, (The Swinging Sheriff, 1963), Histoires à sang pour sang, Paris, LGF, coll. « Le Livre de poche » no 6698, 1989
- Une femme de tête, (An Estimate of Rita, 1961), Alfred Hitchcock magazine no 7, novembre 1961
  - rééditée avec le titre Le Calcul de Rita, Histoires à faire dresser les cheveux sur la tête, Paris, Presses Pocket no 2120, 1985

#### Signées Steve April
- Le Plus Grand Coup de l'histoire, (The Greatest Snatch in History, 1967), Mystère magazine no 249, novembre 1968
- Mince de verre !, (My Cop Runneth Over), Alfred Hitchcock magazine no 71, mars 1967
- Miracle mortel, (The Miracle Motive), Alfred Hitchcock magazine no 115, décembre 1970

## Filmographie
- We Are All Suspect, épisode de la série télévisée Markham (en) réalisé par Bretaigne Windust en 1959
- Hitch Hike, épisode de la série télévisée Alfred Hitchcock présente réalisé par Paul Henreid en 1960
- The Canvas Bullet et Five Cranks for Winter... Ten Cranks for Spring, épisodes de la série télévisée Naked City réalisés par Stuart Rosenberg et Paul Stanley en 1959 et 1962

## Sources
- Claude Mesplède (dir.), Dictionnaire des littératures policières, vol. 2 : J - Z, Nantes, Joseph K, coll. « Temps noir », 2007, 1086 p. (ISBN 978-2-910686-45-1, OCLC 315873361).
- Claude Mesplède, Les années "Série noire" : bibliographie critique d'une collection policière, vol. 1 : 1945-1959, Amiens, Editions Encrage, coll. « Travaux » (no 13), 1992 (ISBN 978-2-906389-34-2).
- Claude Mesplède, Les années "Série noire" : bibliographie critique d'une collection policière, vol. 2 : 1959-1966, Amiens, Editions Encrage, coll. « Travaux » (no 17), 1993 (ISBN 978-2-906389-43-4).
- Claude Mesplède, Les années "Série noire" : bibliographie critique d'une collection policière, vol. 3 : 1966-1972, Amiens, Editions Encrage, coll. « Travaux / 22 », 1994 (ISBN 978-2-906389-53-3).
- Claude Mesplède et Jean-Jacques Schleret, SN, voyage au bout de la Noire : inventaire de 732 auteurs et de leurs œuvres publiés en séries Noire et Blème : suivi d'une filmographie complète, Paris, Futuropolis, 1982, 476 p. (OCLC 11972030).
- Roger Martin, Ed Lacy, un inconnu nommé Len Zinberg, Editions À plus d'un titre, 2022, 301p.